# Marilyn French
Marilyn French (ur. 21 listopada 1929 w Nowym Jorku, zm. 2 maja 2009 tamże) – amerykańska powieściopisarka polskiego pochodzenia, zainspirowana feminizmem. 

## Twórczość
- The Book as World: James Joyce's Ulysses (1976)
- The Women's Room (1977, wyd. pol. Miejsce dla kobiet, 1994)
- The Bleeding Heart (1980)
- Shakespeare's Division of Experience (1981)
- Beyond Power: On Women, Men and Morals (1985)
- Her Mother's Daughter (1985, wyd. pol. Matki i córki)
- The War Against Women (1992)
- Our Father (1993)
- My Summer with George (1996)
- Season in Hell (1998)
- Introduction: Almost Touching the Skies (2000)
- Women's History of the World (2000)
- From Eve to Dawn: A History of Women in Three Volumes (2002)